# Ноябрьский автобус
Ноябрьский автобус — система безрельсового маршрутного общественного транспорта города Ноябрьск Ямало-Ненецкого автономного округа. Включает в себя автобусное сообщение и маршрутное такси.

## История
Автобусное предприятие было основано в Ноябрьске в 1980 году, до этого автобусы принадлежали предприятиям нефтедобывающей промышленности. Городской автобус начинался с пяти машин и двух маршрутов. К 2012 году количество автобусов на маршрутах увеличилось до 27, а в 2014 году 50 автобусов перевезли свыше 3-х миллионов пассажиров в год по 11-ти маршрутам. На автобусах установлены система спутниковой навигации и безналичной оплаты проезда.

## Маршруты
В настоящее время в городе имеется 13 автобусных маршрутов и 3 маршрута маршрутных такси.
| Маршруты автобуса | Маршруты автобуса              | Маршруты автобуса                        | Маршруты автобуса | Маршруты автобуса     |
| №                 | Конечные остановочные пункты   | Конечные остановочные пункты             | Основные остановочные пункты | Примечание            |
| ----------------- | ------------------------------ | ---------------------------------------- | --- | --------------------- |
| 1                 | «Площадь Опалёной Юности»      | «Улица 60 лет СССР»                      | «ЦГБ» — «Школа № 6» — «Проспект Мира» — «Музейный ресурсный центр» — «Торговый комплекс» — «17-я панель» — «3-я панель» — «Панель 9-В» — «Музейный ресурсный центр» — «Детский парк» — «Школа № 6» — «ЦГБ»                                                                                        |                       |
| 2                 | «Школа № 10»                   | «Школа № 10»                             | «Магистральная улица» — «Площадь Опалёной Юности» — «Музейный ресурсный центр» — «Торговый комплекс» — «Улица Цоя» — «Улица Высоцкого» — «Торговый комплекс» — «Детский парк» — «Улица 40 лет Победы» — «Улица Изыскателей» — «Улица Шевченко» — «Киевская улица» — «ЦГБ» — «Магистральная улица» |                       |
| 2А                | «Школа № 10»                   | «Микрорайон П-3»                         | «Улица Энтузиастов» — «Киевская улица» — «Улица Шевченко» — «Улица Изыскателей» — «Улица 40 лет Победы» — «Детский парк» — «Торговый комплекс» — «Улица Высоцкого» — «Улица Цоя» — «Торговый комплекс» — «Музейный ресурсный центр» — «Площадь Опалёной Юности» — «ЦГБ» — «Улица Энтузиастов»     |                       |
| 3                 | «Улица Муравленко»             | «Посёлок СМП-329»                        | «Ямальская улица» — «Киевская улица» — «Улица Шевченко» — «Улица Изыскателей» — «Интеллект-центр» — «Проспект Мира» — «Магистральная улица» — «Школа № 10» — «Посёлок Геологов» |                       |
| 4                 | «1-й Общественный центр»       | «Советская улица»                        | «Площадь Опалёной Юности» — «ЦГБ» — «Школа № 6» — «Улица 40 лет Победы» — «Центр по борьбе со СПИД» — «Улица Цоя» — «Торговый комплекс» — «Музейный ресурсный центр» — «Панель 9-В» |                       |
| 5                 | «Санаторий "Озёрный"»          | «Центр духовно-нравственного воспитания» | «Центр по борьбе со СПИД» — «Улица Цоя» — «Торговый комплекс» — «4-й микрорайон» — «Улица 8 Марта» — «Проспект Мира» — «Интеллект-центр» |                       |
| 6                 | «ДК "Современник"»             | «Городское кладбище»                     | «Интеллект-центр» — «Проспект Мира» — «Музейный ресурсный центр» — «Торговый комплекс» — «5-й микрорайон» | сезонный, пригородный |
| 7                 | «Аэропорт»                     | «Железнодорожный вокзал»                 | «Улица Муравленко» — «ЦГБ» — «Интеллект-центр» — «Центр по борьбе со СПИД» — «Улица Высоцкого» — «Торговый комплекс» — «4-й микрорайон» | пригородный           |
| 8                 | «Микрорайон Железнодорожников» | «Железнодорожный вокзал»                 | «Транспортная улица» — «Посёлок СМП-329» — «Магистральная улица» — «Площадь Опалёной Юности» — «ЦГБ» — «Школа № 6» — «Детский парк» — «4-й микрорайон» | пригородный           |
| 10                | «Ноябрьский сельхозкомплекс»   | «Панель 9-Б»                             | «Площадь Опалёной Юности» — «ЦГБ» — «Киевская улица» — «Улица Шевченко» — «Улица Изыскателей» — «Интеллект-центр» — «Проспект Мира» |                       |
| 11                | «Улица Новосёлов»              | «ПСО "Мечта"»                            | «Магистральная улица» — «Посёлок Геологов» — «Посёлок СМП-329» | сезонный, пригородный |
| 17                | «Багульная улица»              | «Уренгойская улица»                      | «Уренгойская улица» — «Киевская улица» — «ЦГБ» — «Площадь Опалёной Юности» — «Музейный ресурсный центр» — «Детский парк» — «Улица 40 лет Победы» — «Улица Изыскателей» — «Улица Шевченко» |                       |
| 51                | «Аэропорт»                     | «Вынгапуровский»                         | «Железнодорожный вокзал» | пригородный           |

| Маршруты маршрутного такси | Маршруты маршрутного такси    | Маршруты маршрутного такси    | Маршруты маршрутного такси |
| №                          | Конечный остановочный пункт 1 | Конечный остановочный пункт 2 | Основные остановочные пункты |
| -------------------------- | ----------------------------- | ----------------------------- | --- |
| 13                         | «Улица Цоя»                   | «8-й микрорайон»              | «Улица Высоцкого» — «Торговый комплекс» — «Детский парк» — «Улица 40 лет Победы» — «Улица Изыскателей» — «Улица Шевченко» — «Киевская улица» — «ЦГБ» — «Площадь Опалёной Юности» — «Музейный ресурсный центр» — «Торговый комплекс»                  |
| 13А                        | «Улица Цоя»                   | «Улица Цоя»                   | «Торговый комплекс» — «Музейный ресурсный центр» — «Площадь Опалёной Юности» — «ЦГБ» — «Киевская улица» — «Улица Шевченко» — «Улица Изыскателей» — «Улица 40 лет Победы» — «Детский парк» — «Торговый комплекс» — «Улица Высоцкого»                  |
| 14                         | «Площадь Опалёной Юности»     | «Советская улица»             | «ЦГБ» — «Школа № 6» — «Интеллект-центр» — «Центр по борьбе со СПИД» — «Улица Цоя» — «Торговый комплекс» — «Музейный ресурсный центр» |
| 28                         | «Школа № 10»                  | «Железнодорожный вокзал»      | «Микрорайон П-3» — «Магистральная улица» — «Площадь Опалёной Юности» — «ЦГБ» — «Киевская улица» — «Улица Шевченко» — «Улица Изыскателей» — «Интеллект-центр» — «Проспект Мира» — «Музейный ресурсный центр» — «Торговый комплекс» — «5-й микрорайон» |

## Перевозчики
Муниципальные маршруты с 2001 года обслуживает Муниципальное унитарное предприятие «Пассажирские перевозки».
Коммерческие маршруты с 2008 года обслуживает ООО «Рузи».

## Стоимость проезда
Стоимость проезда с 1 апреля 2015 года — 25 рублей, для пенсионеров проезд бесплатный. Стоимость проездного билета на месяц — 1250 рублей.
В маршрутном такси стоимость проезда такая же, но льгот нет.